# Graukopf-Riesengleithörnchen
Das Graukopf-Riesengleithörnchen (Petaurista caniceps) ist ein Gleithörnchen aus der Gattung der Riesengleithörnchen (Petaurista). Es ist über Teile der zentralen bis südlichen Volksrepublik China bis nach Nepal und Myanmar verbreitet. Der Artstatus des Graukopf-Riesengleithörnchens ist umstritten und in zahlreichen Darstellungen wird es als Unterart dem Gefleckten Riesengleithörnchen (P. elegans) zugeordnet.

## Merkmale
Das Graukopf-Riesengleithörnchen erreicht eine Kopf-Rumpf-Länge von 30 bis 37 Zentimetern sowie eine Schwanzlänge von 36 bis 40 Zentimetern. Die Hinterfußlänge beträgt 61 bis 67 Millimeter, die Ohrlänge 45 bis 50 Millimeter. Die Art ist damit innerhalb der Gattung relativ klein. Die Rückenfärbung ist grau bis rauchgrau, der Kopf an der Basis der Ohren blass braun. Der Bauch ist weißlich-braun gefärbt, die Kehle hellweiß. Zudem weist die Art eine orangefarbene Färbung unter den Füßen und eine schwarze Schwanzspitze auf. Von dem nahe verwandten Gefleckten Riesengleithörnchen unterscheidet sie sich durch das Fehlen der Fleckung auf dem Rückenfell.
Wie alle Riesengleithörnchen hat es eine große und behaarte Flughaut, die Hand- und Fußgelenke miteinander verbindet und durch eine Hautfalte zwischen den Hinterbeinen und dem Schwanzansatz vergrößert wird. Die Flughaut ist muskulös und am Rand verstärkt, sie kann entsprechend angespannt und erschlafft werden, um die Richtung des Gleitflugs zu kontrollieren.
Die Gesamtlänge des Schädels beträgt 62 bis 65 Millimeter.

## Verbreitung
Das Graukopf-Riesengleithörnchen kommt in Teilen der zentralen bis südlichen Volksrepublik China bis nach Nepal, Bhutan, Nordindien und Myanmar vor. In China ist es nach Smith & Yan Xie 2009 in drei Unterarten anzutreffen: P. c. gorkhali lebt in den Provinzen Yunnan, Sichuan und Guizhou, P. c. clarkei im Süden von Xizang und P. c. sybilla ebenfalls in Yunnan und dem Süden von  Sichuan; außerdem sollen zwei weitere, noch nicht beschriebene Formen in Guangxi und Hunan sowie in Hubei, Shaanxi und Gansu anzutreffen sein.
Die Verbreitungsgebiete von P. c. clarkei und P. c. sybilla überlappen teilweise mit denen des Gefleckten Riesengleithörnchens in Yunnan und Sichuan, was die Hypothese getrennter Arten unterstützt.

## Lebensweise
Das Graukopf-Riesengleithörnchen lebt in Rhododendron-Eichen-Wäldern in Höhen von 2100 bis 3600 Metern sowie in Nadelwäldern in 3000 bis 3600 Metern Höhe. Es ist strikt baumlebend und nachtaktiv und ernährt sich von Rhododendronblättern, Knospen und Fichtenzapfen. Wie alle anderen Flughörnchen ist auch diese Art in der Lage, weite Strecken gleitend zurückzulegen, indem sie von einem Baum abspringt.
Das Graukopf-Riesengleithörnchen baut Nester in hohlen Bäumen oder im Geäst höherer Bäume und lebt abseits der Paarungszeit in der Regel einzelgängerisch. Die Kommunikation erfolgt über hohe Schreie, über die die Tiere lokalisiert werden können. Über das Fortpflanzungsverhalten liegen nur wenige Daten vor; die Weibchen bringen in der Regel ein bis selten zwei Jungtiere zur Welt und im Oktober konnte ein laktierendes Weibchen gefangen werden.

## Systematik
Der Artstatus das Graukopf-Riesengleithörnchen ist umstritten und in einigen Systematiken wird es als Unterart des Gefleckten Riesengleithörnchens geführt, dies trifft auch für die Zuordnung in Wilson & Reeder 2005 zu. Dieser Zuordnung gegenüber stehen etwa die jüngeren Werke von Smith & Yan Xie 2009 sowie Thorington et al. 2012. Diesen Werken folgend wird das Graukopf-Riesengleithörnchen als eigenständige Art innerhalb der Gattung der Riesengleithörnchen (Petaurista) eingeordnet, die insgesamt acht bis neun Arten enthält. Die wissenschaftliche Erstbeschreibung stammt von John Edward Gray aus dem Jahr 1842, der die Art als Sciuropterus caniceps beschrieb.
Durch molekularbiologische Untersuchungen der Gene für das Cytochrom b im Jahr 2013 wurde der Artstatus für Petaurista caniceps bestätigt, demnach hat sie sich als eigene Art zum Beginn des Pliozän entwickelt und bildet die Schwesterart des Taguan (Petaurista petaurista) und des bislang nicht als eigene Art behandelten Petaurista grandis. Gemeinsam mit Petaurista lena, aktuell als Unterart des Rot-Weißen Riesengleithörnchens (Petaurista alborufus) betrachtet, bilden diese eine Klade.
Während Thorington et al. 2012 keine geographischen Varianten angibt, benennt Smith & Yan Xie 2009 allein für China mit P. c. gorkhali, P. c. clarkei und P. c. sybilla drei Unterarten (ohne die Nominatform). P. c. sybilla stellt dabei nach alternativen Systematiken auch eine eigene Unterart des Gefleckten Riesengleithörnchens (Petaurista elegans sybilla) oder eine eigene Art dar. Letzteres wurde durch die molekularbiologischen Analysen im Jahr 2013 bekräftigt.

## Bestand, Gefährdung und Schutz
Das Graukopf-Riesengleithörnchen wird von der International Union for Conservation of Nature and Natural Resources (IUCN) nicht als eigenständige Art gelistet und stattdessen dem Gefleckten Riesengleithörnchen als Unterart zugeordnet.

## Belege
1. 1 2 3 4 5 6 7  Gray-Headed Flying Squirrel. In: Andrew T. Smith, Yan Xie: A Guide to the Mammals of China. Princeton University Press, 2008; S. 177–178. ISBN 978-0-691-09984-2.
2. 1 2 3  Richard W. Thorington Jr., John L. Koprowski, Michael A. Steele: Squirrels of the World. Johns Hopkins University Press, Baltimore MD 2012; S. 111. ISBN 978-1-4214-0469-1
3. 1 2 3  Don E. Wilson & DeeAnn M. Reeder (Hrsg.): Petaurista elegans caniceps in Mammal Species of the World. A Taxonomic and Geographic Reference (3rd ed).
4. 1 2 3 4 5  Song Li, Kai He, Fa-Hong Yu, Qi-Sen Yang: Molecular Phylogeny and Biogeography of Petaurista Inferred from the Cytochrome b Gene, with Implications for the Taxonomic Status of P. caniceps, P. marica and P. sybilla. PLOS ONE, 16. Juli 2013 doi:10.1371/journal.pone.0070461
5. ↑  Don E. Wilson & DeeAnn M. Reeder (Hrsg.): Petaurista elegans sybilla in Mammal Species of the World. A Taxonomic and Geographic Reference (3rd ed).
6. ↑  Petaurista elegans in der Roten Liste gefährdeter Arten der IUCN 2013.2. Eingestellt von: J. Walston, J.W. Duckworth, S. Molur, 2008. Abgerufen am 9. Juni 2014.